# Székelybere község
Székelybere község (románul: Comuna Bereni) község Maros megyében, Romániában. Központja Székelybere, beosztott falvai Berekeresztúr, Kendő, Mája, Márkod, Nyárádszentimre, Seprőd.

## Népessége
A 2011-es népszámlálás adatai alapján a község népessége 1203 fő volt.

## Története
2004-ig Nyárádmagyarós községhez tartozott, ekkor szervezték önálló községgé.